# Bajaj Chetak

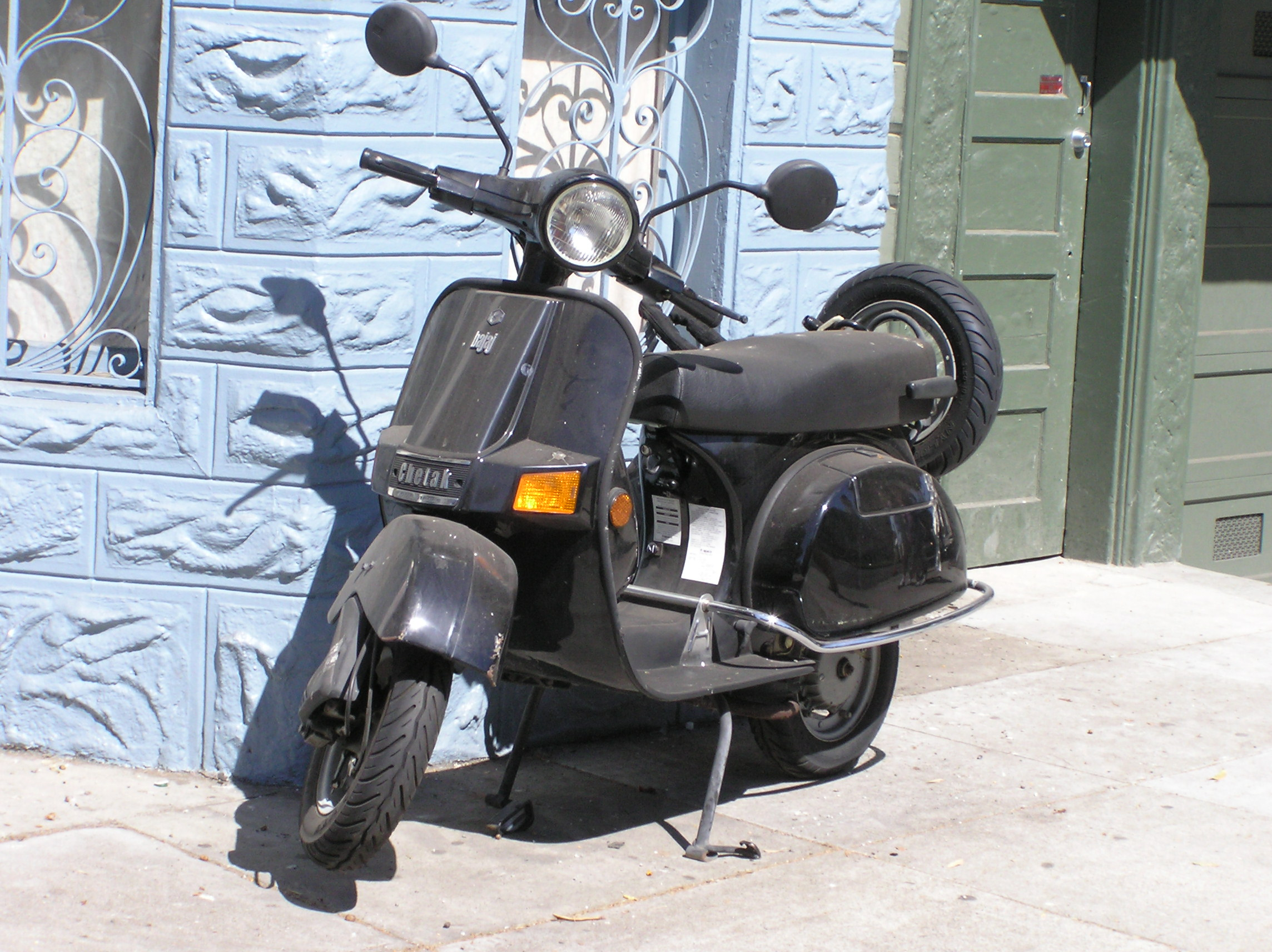
Bajaj Chetak

Bajaj Chetak ist eine Motorrollermodellreihe des indischen Herstellers Bajaj Auto. Der Roller wurde von 1972 bis 2009 nahezu unverändert gebaut.

## Namensgebung
Der Modellname geht zurück auf „Chetak“, das legendäre Kriegspferd von Maharana Pratap (1540–1597), das er 1576 in der Schlacht von Haldighati ritt.

## Modellgeschichte
Bajaj Auto baute von 1959 bis 1974 Motorroller in Lizenz des italienischen Herstellers Piaggio & CspA. In dieser Periode kam 1972 der erste Chetak mit dem Stahlblechchassis der Vespa 150 Sprint und luftgekühltem Zweitakt-Einzylindermotor unter der rechten, abnehmbaren Seitenbacke auf den indischen Markt. Nachdem die Kooperation zwischen Piaggio und Bajaj im Streit auseinanderging, produzierte Bajaj dieses Modell weiter.
Die Karosserieform variierte etwas über die Jahre. So gab es beispielsweise zeitweise Lenkergehäuse mit rechteckigen statt  anstelle der runden Scheinwerfer. Die Elektrik arbeitete von Baubeginn an mit einer Spannung von 12 Volt. Die 10-Zoll-Räder wurden vorne und hinten mit 130-mm-Trommelbremsen zum Stehen gebracht. In den frühen 1990er Jahren stattete Bajaj den Chetak kurzzeitig mit Viertaktmotoren aus, allerdings stellte sich heraus, dass die Technik noch nicht ausgereift genug war. Der Käufer konnte bis 1998 bei den 125er- und 150er-Rollern zwischen den Versionen „Standard“ mit Sitzbank und „Classic“ mit Schwingsattel und Soziusbrötchen wählen, danach gab es vorab nur noch die Classic-Sitze.
2004 wurde der Chetak dann erfolgreich mit Wonder Gear-Viertaktmotoren auf den Markt gebracht. Erstmals konnten die Fahrzeuge außer mit Kickstarter auch mit elektrischem Anlasser gestartet werden. Sie hatten auch wieder eine Sitzbank.

## Modellvarianten
|                                    | Chetak 125                              | Chetak 125 4 Stroke                     | Chetak 150                              | Chetak 150 4 Stroke                     |
| ---------------------------------- | --------------------------------------- | --------------------------------------- | --------------------------------------- | --------------------------------------- |
| Motorbauart                        | luftgekühlter Einzylinder-Zweitaktmotor | luftgekühlter Einzylinder-Viertaktmotor | luftgekühlter Einzylinder-Zweitaktmotor | luftgekühlter Einzylinder-Viertaktmotor |
| Schmierung                         | Gemischschmierung                       | Druckumlaufschmierung                   | Gemischschmierung                       | Druckumlaufschmierung                   |
| Hubraum                            | 124 cm³                                 | 124 cm³                                 | 145,45 cm³                              | 145,45 cm³                              |
| max. Leistung in kW (PS) bei 1/min | 5 kW (6,8 PS) ?                         | ? kW (? PS) ?                           | 5,6 kW (7,6 PS) 5.500                   | 6,6 kW (9 PS) 6.000                     |
| max. Drehmoment in Nm bei 1/min    | ?                                       | ?                                       | 10,8 3.500                              | 11,3 4.000                              |
| Getriebe                           | 4-Gang-Schaltung                        | 4-Gang-Schaltung                        | 4-Gang-Schaltung                        | 4-Gang-Schaltung                        |
| Höchstgeschwindigkeit              | km/h                                    | km/h                                    | 90 km/h                                 | 90 km/h                                 |
| Tankinhalt (ohne Reserve)          | 6 l                                     | 5 l                                     | 6 l                                     | 5 l                                     |
| Leergewicht                        | 103 kg                                  | 115 kg                                  | 103 kg                                  | 115 kg                                  |